# Mats Persson (trummis)
Mats Göran Persson, född 29 juni 1962, är en svensk trummis.
Persson har under sin karriär medverkat i många konstellationer, till exempel som turnemusiker för Niklas Strömstedt Rocktåget, Magnus Uggla, Mats Ronander, Orup,  Eva Dahlgren och Peter Jöback och många andra.